# Rhododendronpark Graal-Müritz

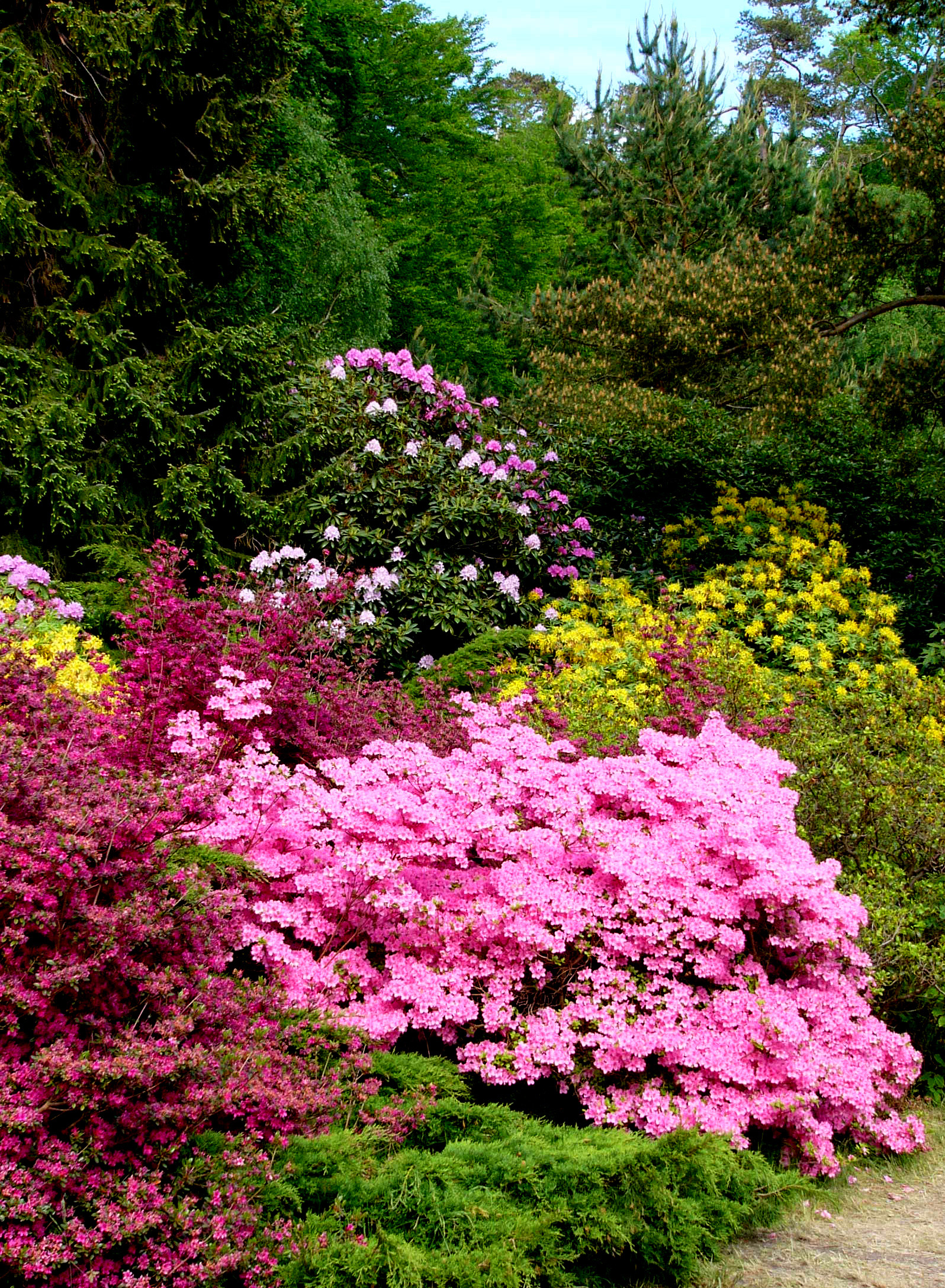
Blütezeit im Rhododendronpark in Graal-Müritz

Der Rhododendronpark Graal-Müritz ist eine rund 4,5 ha große Parkanlage im Ostseeheilbad Graal-Müritz. Er ist mit seinen etwa 2.500 Rhododendron- und Azaleenstauden einzigartig im Land Mecklenburg-Vorpommern und einer der größten seiner Art in Deutschland.

## Geschichte
Der heutige Rhododendronpark wurde durch den Rostocker Gartenbauarchitekten Friedrich-Karl Evert sukzessive von 1955 bis 1961 geschaffen. Grundlage für die Arbeiten war ein Beschluss der Gemeindevertretung, einen Waldpark zu schaffen, der sich von der Ernst-Thälmann-Straße (heute Kurstraße) bis zum Buchenweg (westlich der Parkstraße) erstrecken sollte. Das im Westen des Ortes gelegene Gelände war vormals eine Sandgrube. Ziel war, „einen Waldpark mit Strauchunterpflanzungen aus blühenden Gehölzen zu schaffen, der gleichzeitig eine Küstenschutzfunktion erfüllen konnte.“ Letzte Arrondierungen wurden 1964 und 1964 vorgenommen.
Seitdem ist er ein öffentlicher Kurpark für Urlauber, Tagesgäste und Einheimische. Der Eingang zum Park wurde in den 1970er Jahren durch parkende Autos beeinträchtigt, so dass die Parkmöglichkeiten um den Rhododendronpark in den Jahren 1999 und 2000 neu gestaltet wurden. 1986 wurde der Park zum Denkmal erklärt.
In den Jahren 2005 bis 2007 wurde die Parkanlage umfassend saniert, wobei nicht nur der Pflanzenbestand beschnitten und erneuert wurde, sondern auch die Fußwege und Wildschutzzäune erneuert worden sind. Zudem wurde der vormals nur von der Stadtseite aus zugängliche Park zusätzlich durch eine Brücke mit dem nahegelegenen Campingplatzareal verbunden. Weiterhin wurde ein Konzertpavillon mit einer Bühne errichtet, in dem ganzjährig verschiedene Veranstaltungen stattfinden.

## Eigenschaften

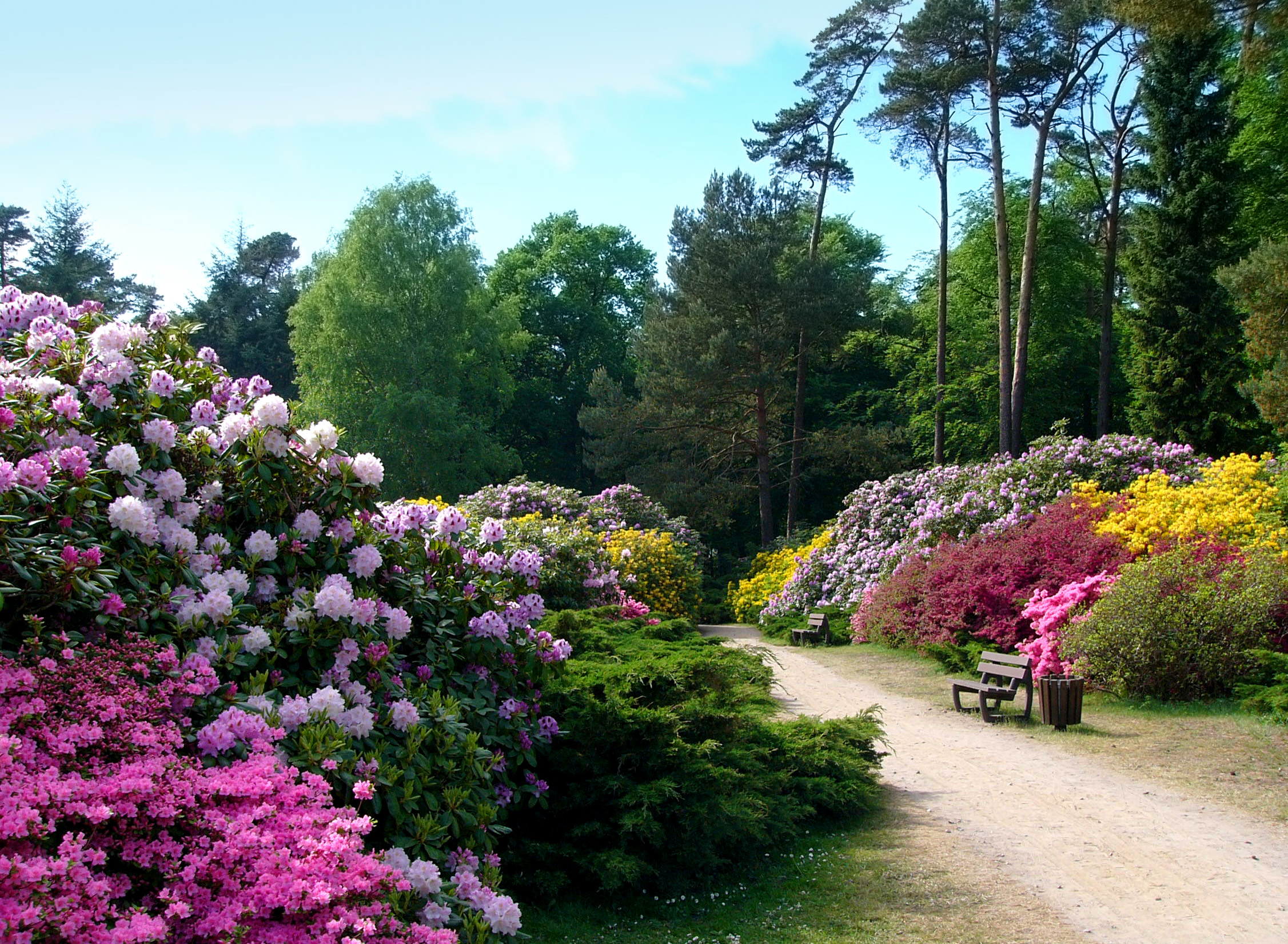
Der Rhododendronpark mit seinen 4,5 ha ist einer der drei Haupterholungsgebiete des Ortes

Der Rhododendronpark bietet auf einer Fläche von 4,5 Hektar eine Sammlung von insgesamt etwa 2.500 Rhododendron- und Azaleen-Exemplaren, darunter etwa 60 verschiedenen Hybriden. Rhododendren stammen aus Amerika und Eurasien und können bis zu 6 Meter hoch werden. Die Pflanzen- und Rasenflächen werden durch verschiedene Wege mit Parkbänken durchkreuzt. Am Fischerweg befindet sich eine Lyrik-Buche, die am 3. Juni 2011 anlässlich des 50. Jubiläums des Rhododendronparks eingeweiht wurde. Die Kurverwaltung bietet unter diesem Baum mittwochs Lesungen an. Auch Laien sind aufgefordert, den Ort für literarische Zwecke zu nutzen.
Der Rhododendronpark Graal-Müritz ist neben dem Ostseestrand und der Rostocker Heide einer der drei Haupterholungsgebiete des Kurortes. Der Park ist ganzjährig geöffnet, der Eintritt ist frei. Besonders während der Blütezeit im Mai und Juni erstrahlt die Parkanlage in vielen verschiedenen Farben. Im Sommer führt die jährlich gewählte „Rhododendronkönigin“ durch den Park und wöchentlich finden Parkkonzerte statt. Im Mai findet das sogenannte „Rhododendronfest“ statt.